# Grodzisko Kamjanśke

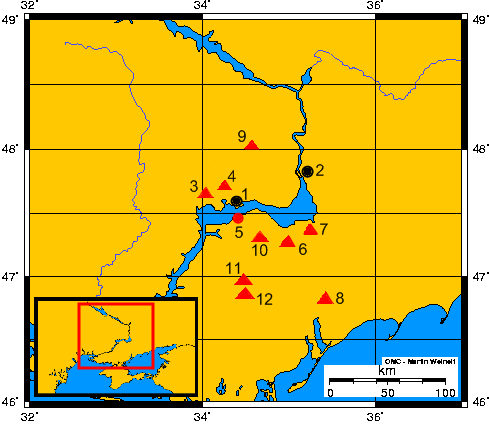
Stolica Scytów Grodzisko Kamjanśke i tzw. królewskie kurhany scytyjskie nad dolnym Dnieprem:
1) Nikopol (współczesne miasto)
2) Zaporoże (współczesne miasto)
3) Towsta Mohyła (kurhan)
4) Czortomłyk (kurhan)
5) Grodzisko Kamjanśke
6) Sołocha (kurhan)
7) Hajmanowa Mohyła (kurhan)
8) Kurhan Melitopolski
9) Kurhan Aleksandropolski
10) Wełyka Cymbałka (kurhan)
11) Kozieł (kurhan)
12) Ohuz (kurhan)

Grodzisko Kamjanśke (ukr. Кам'янське городище – trb. Kamjanśke horodyszcze) – grodzisko scytyjskie w dolinie Dniepru, stolica Scytów w okresie od V do III wieku p.n.e.

## Położenie
Położone jest na południowym brzegu Dniepru, naprzeciwko Nikopola, w pobliżu miasta Kamionka Dnieprowska i wsi Wełyka Znamianka w obwodzie zaporoskim na Ukrainie. Grodzisko obejmuje obszar 1200 ha, otoczone było Dnieprem od północy, rzeką Konką od zachodu i wodami limana Biełozierskiego od południa. Od strony stepu, czyli od wschodu, miasto chronił wał ziemny i rów.

## Plan miasta i wykopaliska
Grodzisko było rozkopane i badane początkowo w latach 1899–1900, a następnie w latach trzydziestych i czterdziestych XX wieku.
Grodzisko Kamjanśke składa się z dwóch części:
- Mniejsza część miała powierzchnię ponad 32 ha, nieregularny kształt, leżała między brzegiem limana i rzeką Konką. Otrzymała nazwę grodziska Znamianki (od położonej w sąsiedztwie współczesnej wsi) lub Akropolis. Otaczał ją solidny dodatkowy wał wzmocniony u góry mocno wypalonymi cegłami. Część ta stanowiła ośrodek administracyjny i siedzibę władców scytyjskich.
- Druga część, wielokrotnie większa, położona na północny wschód od pierwszej, służyła innym celom. Był to rozwinięty ośrodek metalurgiczny i produkcyjny, funkcjonujący dzięki miejscowym zasobom darniowej rudy żelaza, zajmujący się obróbką żelaza i brązu oraz produkcją broni, narzędzi, przedmiotów codziennego użytku i ozdób. Rodzaj odpadków surowca świadczy, że wyroby tutejsze przeznaczone były nie tylko dla koczowników ze stepu i rolników z nadrzecznych dolin, ale także dla klas wyższych. Zachowały się resztki warsztatów, odlewni, kuźni i domów mieszkalnych, od ziemianek po konstrukcje gliniano-drewniane i kamienne. Ludność zajmowała się, oprócz hutnictwa i rzemiosła, również uprawą roli i hodowlą bydła. Wykopaliska pozwoliły odsłonić zabytki ceramiki miejscowej i greckiej (zwłaszcza amfory do wina odnalezione w obu częściach grodziska), świadczące o wymianie handlowej z miastami greckimi z północnego wybrzeża Morza Czarnego.

## Nekropola
Nekropola miasta zawierała zróżnicowane rodzaje grobów ze rozmaitym wyposażeniem, w tym złotymi ozdobami pochodzącymi z warsztatów greckich, rzadziej miejscowych. W pobliżu grodziska, po obu stronach Dniepru, znajduje się duża liczba znanych kurhanów scytyjskich, w tym i tzw. królewskich, zawierających niewątpliwie pochówki władców (Czortomłyk, Sołocha). Niektóre z wyrobów w nich odnalezionych niewątpliwie pochodziły z pracowni rzemieślniczych w Kamjanśke.

## Znaczenie historyczne
Miasto to było stolicą państwa Scytów od przełomu V i IV wieku p.n.e. do III wieku p.n.e. To stąd rządził swoim rozległym państwem władca Scytów i antagonista Filipa Macedońskiego Ateas. Było wielkim, najważniejszym w tamtym okresie centrum politycznym, administracyjnym, wytwórczym i handlowym Scytii.
W III wieku p.n.e. miasto zostało opuszczone, funkcjonowało tylko Akropolis, gdzie życie utrzymało się do III wieku n.e.